# GSM 850
GSM 850 – standard GSM, w którym transmisja mowy i danych może odbywać się w paśmie częstotliwości 824 – 894 MHz.
Używany w większości państw Ameryki Północnej i Południowej.

## Aspekty techniczne
Sieć szkieletowa (ang. Core Network) i usługi oferowane w GSM są niezależne od standardu, na którym oparto budowę sieci. To co wyróżnia poszczególne standardy, to rozwiązania stosowane w sieci radiowej.
Maksymalny zasięg komórki w systemie GSM 850 nie przekracza około 36 km.

### Używane częstotliwości
W standardzie GSM 850 używa się 124 częstotliwości rozłożonych co 200 kHz (tak zwane GSM 850 Band).
- 824 MHz do 849 MHz jako uplink, czyli częstotliwości, na których telefony komórkowe nadają sygnał odbierany przez stacje bazowe.
- 869 MHz to 894 MHz jako downlink, czyli częstotliwości, na których stacje bazowe nadają sygnał odbierany przez telefony komórkowe[2].

### Współdziałanie z innymi standardami GSM
Część operatorów sieci w standardzie GSM 850 stara się (o ile umożliwiają im to uzyskane licencje) budować sieci w standardzie GSM 1900. W takim przypadku istnieje wspólna sieć szkieletowa, a niezależnie rozwijane są systemy stacji bazowych dla obydwu standardów GSM. Nowe aparaty telefoniczne umożliwiają transmisję w obu standardach. Możliwe jest też przemieszczanie się podczas rozmowy pomiędzy stacjami bazowymi pracującymi w różnych standardach bez utraty połączenia (handover).